# Piłkarz roku w Rosji
Piłkarz roku w Rosji - coroczny plebiscyt na najlepszego piłkarza grającego w rosyjskiej Priemjer-Lidze. O wyniku plebiscytu decydują głosy oddane przez dziennikarzy sportowych z miast reprezentowanych przez kluby z Priemjer-Ligi.
Od 1992 organizatorem jest tygodnik Futbol. Plebiscyt "Piłkarz roku w Rosji" według tygodnika "Futbol" jest najstarszy z istniejących innych plebiscytów (wersja "Sport-Ekspress", RFS, itp.).

## Zwycięzcy
| Rok  | Piłkarz             |
| ---- | ------------------- |
| 1992 | Wiktor Onopko       |
| 1993 | Wiktor Onopko       |
| 1994 | Igor Simutienkow    |
| 1995 | Ilja Cymbałar       |
| 1996 | Andriej Tichonow    |
| 1997 | Dmitrij Aleniczew   |
| 1998 | Jegor Titow         |
| 1999 | Aleksiej Smiertin   |
| 2000 | Jegor Titow         |
| 2001 | Rusłan Nigmatullin  |
| 2002 | Dmitrij Łośkow      |
| 2003 | Dmitrij Łośkow      |
| 2004 | Dmitrij Syczew      |
| 2005 | Daniel Carvalho     |
| 2006 | Andriej Arszawin    |
| 2007 | Konstantin Zyrianow |
| 2008 | Vágner Love         |
| 2009 | Domínguez           |
| 2010 | Danny               |
| 2011 | Doumbia             |

## Inne
- Piłkarz roku w ZSRR